# Gustav Schönleber
Gustav Schönleber (né le 3 décembre 1851 à Bietigheim, mort le 1er février 1917 à Karlsruhe) est un peintre allemand.

## Biographie
Enfant, Gustav Schönleber perd l'usage d'un œil, néanmoins il développe un talent particulier pour le dessin. En 1869, il commence des études d'ingénieur à l'Institut polytechnique de Stuttgart. Son cousin, connaissant son talent, lui conseille d'aller à l'école privée d'Adolf Heinrich Lier à Munich, où entre 1870 et 1873, il apprend la peinture paysagiste. Il fait des voyages en Italie et aux Pays-Bas.
Gustav Schönleber enseigne de 1880 à 1917 à l'académie des beaux-arts de Karlsruhe. Il a comme élèves, entre autres, Friedrich Kallmorgen, Raoul Frank (de), Gustav Kampmann (de), Paul Müller-Kaempff, Gerhard Bakenhus (de), August Groh (de), Adolf Luntz (de), Eduard Schloemann (de), Wilhelm Ritter et Max Frey.
Schönleber fait partie des artistes soutenus par le mécène Ludwig Stollwerck (de), producteur de chocolat.